# Rødding, Vejens kommun
Rødding (tyska: Rödding) är en tätort i Vejens kommun i Region Syddanmark i Danmark. Tätorten har 2 783 invånare (2024). Den ligger på Jylland, cirka 12,5 kilometer sydväst om Vejen. Rødding var centralort i Røddings kommun fram till kommunreformen 2007.